# Marinflyg (Sverige)
Marinflyg refererar till militärflyg och flygförband som är knutet till en nations sjöstridskrafter och kan bestå av olika sorters flygfarkoster.
I Sverige var användandet av luftfartyg en del av Marinen i drygt 80 år.

## Marinens Flygväsende (1915–1926)
Marinens Flygväsende bildade 1926 tillsammans med Arméns Fälttelegrafkårens flygkompanier det tredje försvarsgrenen Flygvapnet.

## Marinflyget (1957–1998)
År 1957 fattades beslutet att Marinen skulle sätta upp ett eget helikopterförband. Motivet var framför allt ubåtsjaktkapaciteten skulle ökas avsevärt med helikoptrar. Avsikten var att anskaffa både en medeltung och lätt helikopter, vilket blev Hkp 1 respektive Hkp 2. Samma år upprättades 1.helikopterdivision som initialt baserades på Bromma flygplats och 1959 2. helikopterdivision som initialt baserades på Torslanda flygfält. Båda förbanden flyttade senare till nya baser; 1. helikopterdivision flyttade 1961 till Berga helikopterflygplats som vid den tidpunkten Sveriges första flygplats avsedd endast för helikopterverksamhet och 2. helikopterdivision flyttade 1969 till Säve depå.
En Hkp 1 från 1. helikopterdivision havererar i februari 1960 och besättningen om tre man omkommer, detta är försvarets första helikopterolycka med dödlig utgång.
Marinflyget avvecklades 1997, då den slås samman med Arméflyget samt Flygvapnets flygräddningsgrupper till ett nytt militärt förband 1998; Försvarsmaktens Helikopterflottilj.
Vid tidpunkten fanns tre marinflygförband:
- 11. helikopterdivisionen
- 12. helikopterdivisionen
- 13. helikopterdivisionen

### Marinflygets flygplan och helikoptrar
| Militär beteckning | Version | Anskaffade | Havererade | I tjänst åren                     | Civil beteckning         | Kommentar |
| ------------------ | ------- | ---------- | ---------- | --------------------------------- | ------------------------ | --------- |
| Helikopter 1       | AB      | 92         | x          | 1958 - 19721965 - 1972            | Vertol 44AVertol 44B     |           |
| Helikopter 2       |         | 13         | x          | 1959 - 1969                       | Aérospatiale Alouette II |           |
| Helikopter 4       | BCD     | 4x         | x          | 1963 - 19xx1973 - 19xx19xx - 19xx | Boeing Vertol 107        |           |
| Helikopter 6       | B       | 10         | x          | (1970) - 2003                     | Bell 206                 |           |
| Flygplan 89        |         | 1          |            | 1986 - 2005                       | CASA C-212 Aviocar       |           |

1. ↑  Ytterligare tre anskaffades men skrotades och användes som reservdelar.